# Ħ

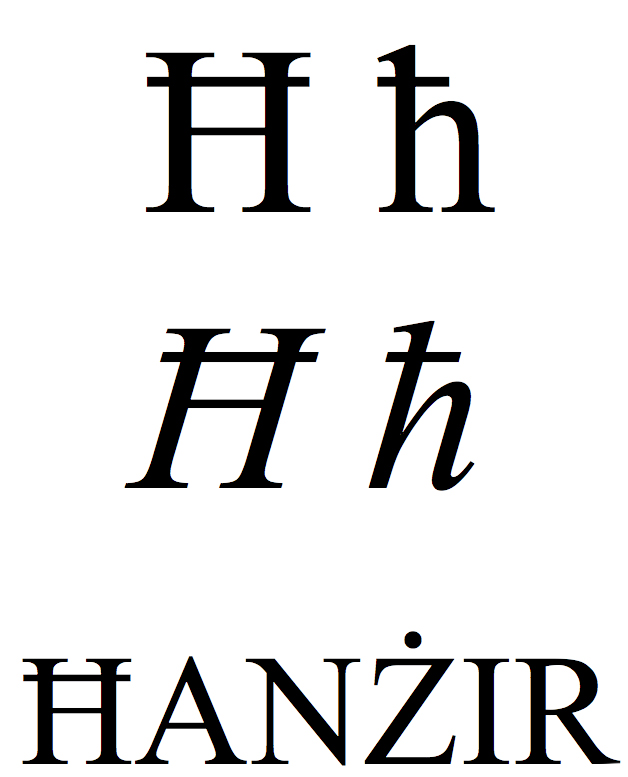
Schrijfwijze Ħ en het Maltese woord voor varken.

Ħ (hoofdletter Ħ, kleine letter ħ) is een letter die wordt gebruikt in het Maltees voor een stemloze faryngale fricatief. De kleine letter ħ is het IPA-symbool voor deze klank.
De letter h is voorzien van het diakritisch teken ¯, de macron.
De Unicode-codes voor Ħ en ħ zijn respectievelijk U+0126 en U+0127.
De kleine letter lijkt op (maar verschilt van) de Cyrillische letter ћ en het symbool voor de constante van Dirac ℏ.